# Comercial Mexicana
Comercial Mexicana (nombre comercial de Tiendas Comercial Mexicana, S.A. de C.V.; subsidiaria temporal de Controladora Comercial Mexicana, S.A.B. de C.V.) fue una cadena mexicana de supermercados, con presencia en diversos estados de la república, principalmente en el centro de México. La empresa fue fundada en el año 1930 por Antonino González Abascal, junto con la antigua y original denominación de “Controladora Comercial Mexicana”, sin embargo, a partir de la aprobación condicionada de la transacción por parte de Comisión Federal de Competencia Económica y de la Bolsa Mexicana de Valores, Tiendas Soriana ejecutó la Oferta Pública de Adquisición; tomando control de 155 almacenes distribuidos en cuatro formatos de tienda: Tienda Comercial Mexicana, Bodega Comercial, Mega Comercial y Al Precio; por lo que la compañía se convierte en subsidiaria de Soriana. Sin embargo, doce de estas 155 unidades deberán ser vendidas a un tercero como una de las condiciones impuestas por la Comisión Federal de Competencia Económica para finalizar la operación. Durante dos años, Soriana utilizó el nombre "Comercial Mexicana" para dichas sucursales junto con el logotipo original; hasta finales del año 2017, cuando se unieron al Grupo La Comer.

## Historia[1]
- 1930:  Antonino González Abascal funda junto a sus hijos Antonino, Carlos, José, Jaime y Guillermo, la primera Comercial Mexicana. Al principio, era una tienda especializada en jarcias, jergas y telas.
- 1962: La tienda se expande por la ciudad, inaugurando la sucursal “Insurgentes”; con la imagen del pelícano que distinguiría. Para 1964, ya funcionaban las sucursales de Asturias, Pilares y La Villa.
- 1969: inauguran su primer sucursal fuera de la Ciudad de México, en Irapuato, Guanajuato.
- 1981: Comercial Mexicana, en su proceso de expansión, adquiere la cadena  “Supermercados, S.A.” (conocida como Sumesa).
- 1982: Se adquiere los Restaurantes California.
- 1988: Llegan por primera vez a Monterrey, en el centro comercial Plaza Fiesta San Agustín.
- 1989: Se crea el formato Bodega Comercial Mexicana, un modelo más accesible de tienda.
- 1991: Se crea la asociación con Costco Wholesale, por medio del contrato joint venture.[4] Abren 2 tiendas más en Monterrey: Plaza La Silla y La Leona.
- 1992: Abren el primer Price Club en México ubicado en Ciudad Satélite en el Estado de México.
- 1993: Se crea el formato MEGA Comercial Mexicana, un modelo más amplio de tienda.
- 1996: Comercial Mexicana y Auchan, se aliaron para abrir el primer hipermercado Auchan en México, ubicado en Tlatelolco, CDMX. Cierran las 3 tiendas de Monterrey, al no lograr colocarse en el gusto del público.
- 1997: Se adquiere las 5 tiendas Super Kmart Center, ubicadas en el Estado de México, Cuernavaca y Puebla.
- 2003: Comercial Mexicana, en su proceso de expansión, adquiere las 5 tiendas de la cadena francesa Auchan en México (2 en la Ciudad de México, 2 en el Estado de México, y una ubicada en Puebla), una vez que finalice la compra venta, su presencia en el país quedará concluida.
- 2006: Hasta este año, Grupo Comercial Mexicana cuenta con más de 170 tiendas entre Mega, Tienda, Bodega, Sumesa y 3 centros de distribución. Además se crea el formato City Market, el formato premium de la cadena.
- 2008: Comercial Mexicana, mediante su subsidiria cadena de Restaurantes California, compra a la cadena de cervercería artesanal Beer Factory mediante sus 3 sucursales Santa Fe, Cuicuilco y Mundo E, pasando a formar parte de California.[5][6]
- 2009: Se crea el formato Fresko, un formato de tienda ubicado en zonas con población de ingresos medios y altos.
- 2014: Se anuncia el cierre de la tienda Centro, ubicada en Centro Histórico, Ciudad de México, la cual fue la pionera de la empresa, ofrecida por 60 millones de dólares (mdd).[7]
- 2015: Grupo Gigante compra los Restaurantes California y Beer Factory.
- 2016: Con el acuerdo de venta de tiendas a Soriana, Controladora Comercial Mexicana se convierte en una subsidiaria de Tiendas Soriana; no obstante, solo conservará 143 de las 155 tiendas compradas. No obstante, el proceso de unificación y fusión será escalonado, iniciando con la operación conjunta de campañas, como la de Julio Regalado.[8] Controladora CM cuenta con la mayor parte de las sucursales de la empresa original (148 sucursales), que operan en los formatos Tienda Comercial Mexicana, Bodega Comercial, Mega Comercial y AlPrecio. Soriana tendrá el derecho de utilizar el nombre y logotipo original de "Comercial Mexicana" durante dos años, por lo que las tiendas que usen este distintivo, son las que se administran por la empresa con sede en Torreón. Posterior a este tiempo, deberán ser renombradas a alguno de los formatos que maneja la cadena o crear un nuevo formato, si no tuviera equivalente. Temporalmente, su sede de operaciones continúa siendo en la Ciudad de México, junto a La Comer.
- 2019: Regresan a Monterrey tras 23 años, esta ocasión con el formato City Market ubicado en San Pedro Garza García, Nuevo León.
- 2021: Está proyectado el regreso a Monterrey, al segmento medio-alto, tras 25 años de ausencia, con Fresko, en el centro comercial Esfera Fashion Center.
- 2022: Inaugura su segunda sucursal en Las Animas Puebla y en Escala Morelia en Morelia Michoacán.

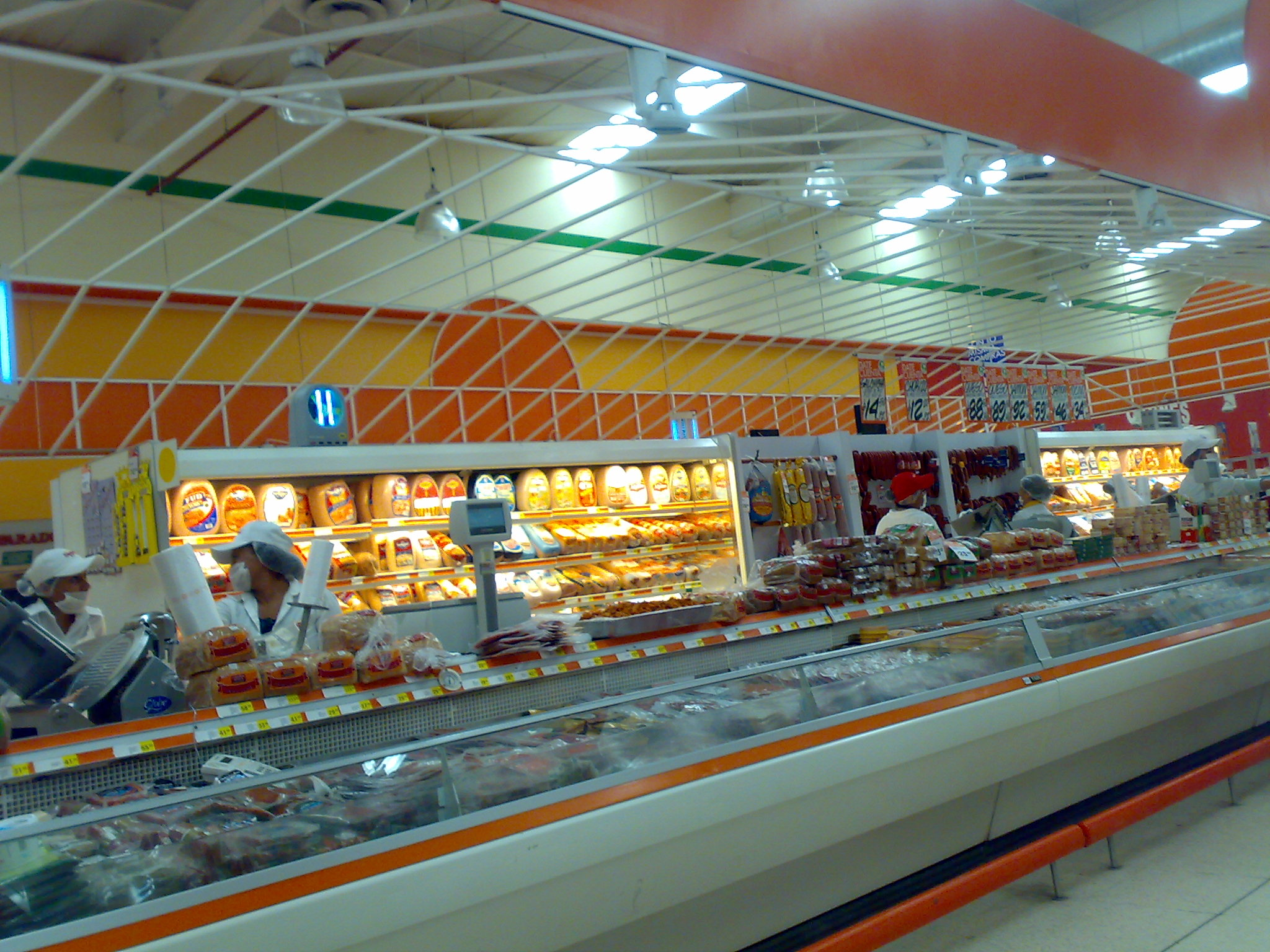
Interiores de una sucursal en el Estado de México.

## Competidores

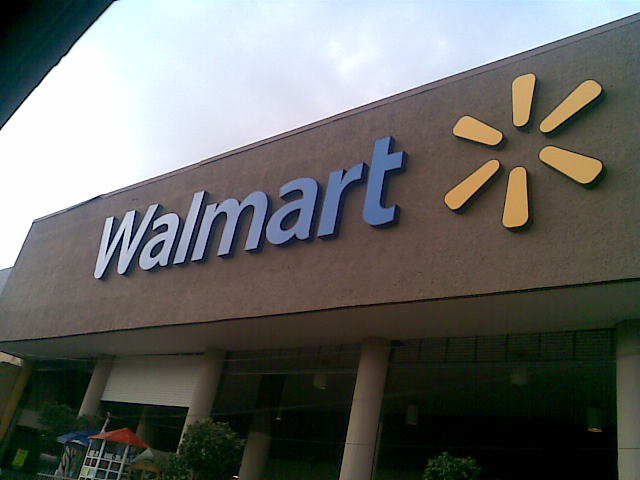
Walmart, su principal competidor.

A nivel nacional, Comercial Mexicana compite empresarialmente con diversas empresas de mayor tamaño en el rubro:
- Walmart de México y Centroamérica, líder minorista a nivel nacional y con fuerte presencia en todos los estados de la república, sobre todo en el centro de México.
- Grupo La Comer, con su formato recién engendrado “La Comer”. No obstante, a diferencia de Comercial Mexicana; la nueva empresa no planea ofrecer ropa, calzado y sus accesorios a partir del 2017. Hasta principios del 2008, había una alianza con Soriana, Comercial Mexicana y Gigante para competir empresarialmente contra Walmart.[9] Soriana es también la propietaria de la segunda empresa surgida de la escisión de activos de la Comercial Mexicana original (antes de 2016), y por lo tanto, es dueña de la mayoría de las tiendas que antes estaban en manos de La Comer.
- Chedraui con sus formatos Chedraui, Selecto Chedraui, y Súper Chedraui gracias a que en el año 2005 Chedraui compró a la cadena francesa Carrefour 25 tiendas de las 29 sucursales que tenía en el país, lo que le permitió operar en el Distrito Federal, Estado de México y estados como Querétaro, Guanajuato, Jalisco, Quintana Roo, etc, quienes contaban con la presencia de Carrefour. Su principal presencia se encuentra en el centro, sur y sureste de México.

Previo a la Adquisición Pública de 2015, su mayor competidor fue Soriana, quien con sus propias sucursales había logrado mayor expansión comprando las desaparecidas Tiendas Gigante. Otros competidores de tamaño similar e incluso menor son Casa Ley (en el noroeste de México) y H-E-B (en el noreste de México y tres tiendas en el estado de Guanajuato, dos en León y una en Irapuato), así como cadenas locales estatales de supermercados.

## Formatos de tiendas
A partir del 4 de enero de 2016, Controladora Comercial Mexicana se convierte en una subsidiaria de Organización Soriana. La mayor parte de sus tiendas (al igual que las de su nuevo propietario, Soriana) se encuentran en el centro de México y algunas en el sureste del país. Desde la adquisición de Soriana, ambas subsidiarias han complementado mutuamente sucursales. Como parte de la transición paulatina, comparten nueva campaña publicitaria (Julio Regalado) en 2016 y 2017, además de tener ofertas, promociones y productos estandarizados en ambas tiendas. Comercial Mexicana continúa ofreciendo su imagen previo a la transferencia en 2018.

### Comercial Mexicana/Mega
Formato principal de la Controladora Comercial Mexicana, creado en 1962. Son tiendas de descuento que poseen productos que satisfacen las necesidades de consumo desde abarrotes y perecederos hasta mercancías generales y ropa. Mega Comercial Mexicana, su segundo hipermercado, es creado en 1993; teniendo como plus poseer departamentos de Cafetería con servicios especiales; nombrados como Grand Café y Bocatto. Siendo los dos hipermercados, sus competidores en el ramo son Walmart de Walmart de México y Centroamérica; Fiesta Europea, de Casa Ley; Chedraui, de Almacenes Chedraui; Tiendas La Comer, del Grupo La Comer (su antigua propietaria), Calimax; H-E-B; además de otros competidores en el norte y centro del país. Hasta antes de su integración, el formato Soriana Híper, de Organización Soriana, también era uno de sus competidores.

### Bodega Comercial Mexicana/AlPrecio

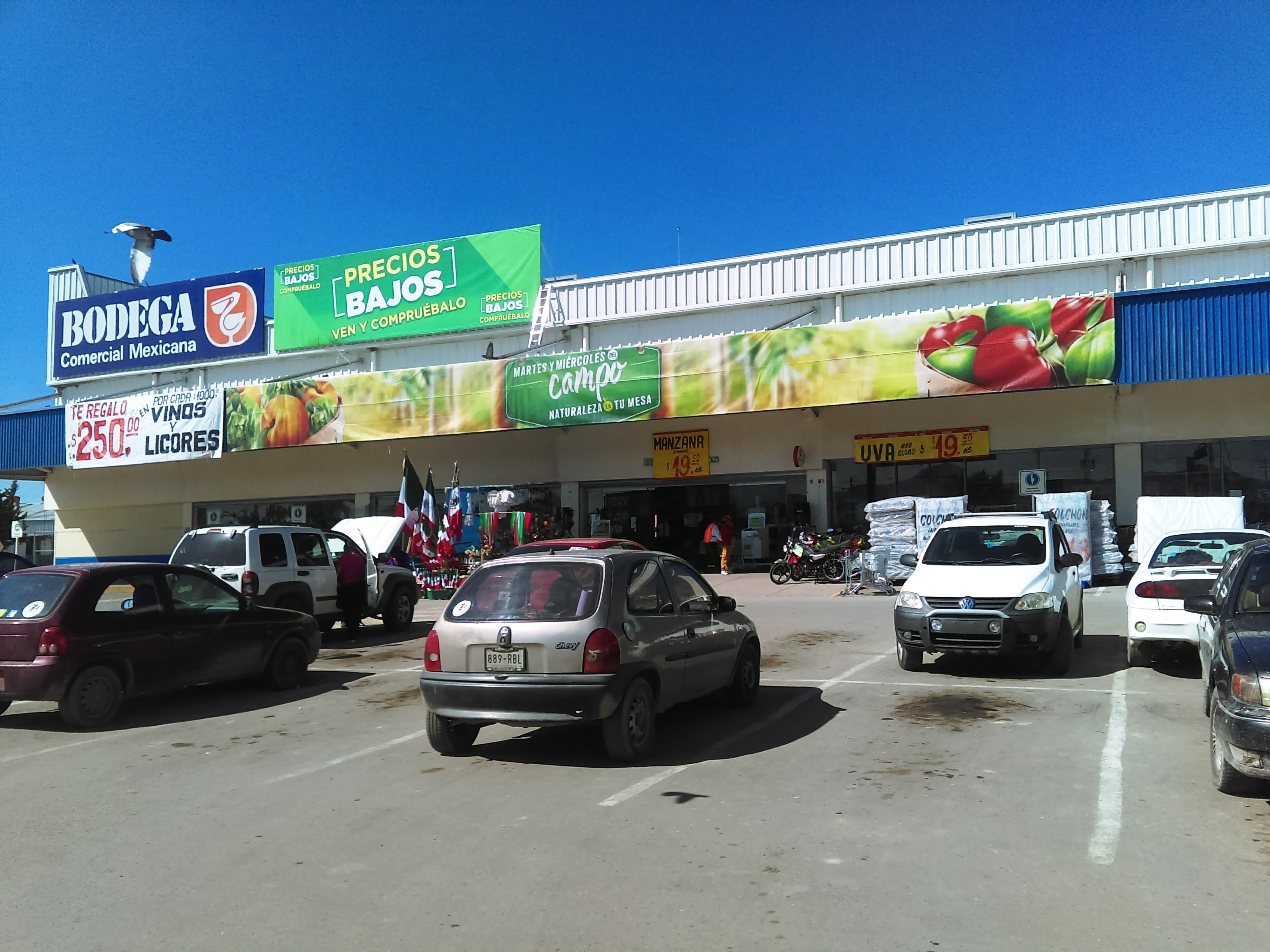
Antigua Bodega Comercial Mexicana en Actopan, Hidalgo

Formato creado en 1989 tomando como base para áreas populares de las grandes ciudades. Manejan divisiones de abarrotes, perecederos, ropa y mercancías generales con el mejor precio. AlPrecio Comercial Mexicana (conocido como Comercial Mexicana Express) son tiendas de descuento que surgieron en 2006 localizadas en zonas en las cuales no se posibilita ubicar una Bodega Comercial Mexicana así como en ciudades de menos de 90 mil habitantes. Son tiendas que ofrecen al mejor precio en abarrotes y perecederos. Su competencia directa es  Sumesa, de Grupo La Comer; Bodega Aurrera y Bodega Aurrera Express, de Grupo Walmart; Súper Chedraui de Almacenes Chedraui; y Ley Fiesta Compacta, de Casa Ley. Hasta antes de su integración, los formatos Mercado Soriana y Soriana Express, de Organización Soriana, también eran competidores.

## Acuerdo de compra-venta
El 16 de agosto de 2013, Comercial decidió abrir su cartera por mil 735 millones de pesos, ampliando un 2% su piso de venta; a través de la inauguración de nuevas sucursales, remodelación y conversión de algunas ya existentes.
A principios del 2014, el 17 de enero de 2014, Comerci anunció la venta de algunos de sus formatos de tienda. En caso de no encontrar comprador, habría iniciado un programa de expansión masiva. Se habían anunciado nombres como Tiendas Soriana, Tiendas Chedraui e incluso la tienda chilena Falabella. Walmart de México y Centroamérica, al tener mayor presencia con un 50%, estaba descartada de la transacción. El 01 de diciembre de 2014, Organización Soriana había desmentido un rumor de compra, declarando no tener ningún interés por incluirse en la oferta.
Sin embargo, el 28 de enero de 2015, Comerci informa a través de un comunicado la venta de sus formatos Tienda, Bodega, Mega y AlPrecio. Sin embargo, excluye de la lista City Market, Fresko, Sumesa; entre otros formatos. La transacción se dio en 39,193.7 millones de pesos. Ambas tiendas proporcionaron sus comunicados sobre el acuerdo:

«...Soriana adquirirá a través de una oferta pública, las acciones de un grupo de sociedades que operarán 118 tiendas propias, 42 rentadas, 3 centros de distribución, 18 reservas territoriales así como otras propiedades inmobiliarias. Así mismo, se le otorgará a Soriana una licencia para el uso de la plataforma tecnológica y los sistemas de información por 3 años y los derechos de uso de la marca “Tiendas Comercial Mexicana” y el logotipo emblema de la compañía por 2 años.»
Controladora Comercial Mexicana

«...Además de la operación de las tiendas incluye 169 activos inmobiliarios, 3 Centros de Distribución, 2,718 locales y espacios comerciales, el equipo operativo e inventario de tiendas, así como el licenciamiento de la plataforma tecnológica y sistemas de información, derechos de uso de ciertas marcas y campañas promocionales, entre otros activos estratégicos.»
Organización Soriana

A su vez, Organización Soriana anunció en un comunicado que se aseguraron los empleos de los 29 mil trabajadores que pertenecen a Comercial Mexicana (con respecto a los 21 300 que Comerci había contemplado). Para lograr la transacción, la actual Comerci se dividiría en dos entidades diferentes para que fuera autorizada la venta. El 2 de julio de 2015 se concibió la entidad “La Comer, S.A.B. de C.V.)”; hasta la fecha actual aún no se define cuál de las dos conservará Fresko, Sumesa y City Market, ya que aún espera aprobación de la Secretaría de Economía. En todo caso, ambas empresas comenzarían a cotizar en la Bolsa Mexicana de Valores, una vez asignado el nombre a una de ellas. Como parte del proceso de compra-venta, Soriana compraría Comerci (propietaria de las Tiendas, Bodegas, Megas y tiendas Al Precio) por 45 millones de pesos, incluyendo la campaña “Julio Regalado”, la cual proporcionaba descuentos amplios por nueve semanas.  Mientras tanto, Soriana obtendría una autorización de uso temporal de la marca Comercial Mexicana en el mismo lapso mientras logra invertir para convertir los inmuebles a sus formatos; al terminar, devolvería las marcas comerciales.  Al día siguiente, Comerci ofreció a los accionistas datos sobre la conferencia telefónica realizada el mismo día, para responder por cualquier inquietud. No obstante, las acciones de Comerci cayeron 5.64% quedando en 46.37 pesos; mientras que las de Tiendas Soriana cayeron en 3.38%, ubicándose en 36.01 pesos. Al terminar la transacción de sus cuatro formatos y de la compraventa de los restaurantes, Comerci recibiría fondos que usaría para expandirse a nivel nacional con sus tres formatos: City Market, Fresko y Sumesa.
Sin embargo, la Comisión Federal de Competencia Económica condicionó la concentración en compra-venta de Soriana y Comercial Mexicana, al descubrir 27 mercados que se perjudicarían con la presencia de Soriana, sin determinar cuáles; por lo que condicionó a Soriana a no comprar las 27 tiendas o venderlas en un futuro próximo, en caso de adquirirlas. Por ende, Soriana y La Comer fueron informadas de la restricción condicionada de la compra-venta, por lo que determinaron que Grupo La Comer conserve catorce tiendas y sean trece las elegidas a vender; informándolo en sus respectivas páginas.

### Situación actual
Soriana ha tenido serios problemas para vender 12 de las sucursales que dispone, ya que hasta la fecha, aún no encuentra una condición de compra-venta favorable a las visiones de la COFECE. Uno de los primeros prospectos de compradores ha sido Chedraui, quien le propuso realizar una operación pequeña, sin definir números. Sin embargo, la Cofece rechazó la condición de compraventa, ya que el acuerdo no definía términos antimonopólicos, y además, Soriana propone la desinversión a través de un esquema de arrendamiento de los inmuebles que adquirió de Comercial Mexicana. Se aceptó, en su lugar, ceder los contratos de renta que actualmente administra Soriana en territorio de terceros. Como no se consideró completamente aprobado, hay grandes propuestas de compra; incluyendo la de los supermercados chilenos Falabella, través de su filial de México Interfal. Sin definir ciudades públicamente, los estados federativos que en conjunto suman doce tiendas en conflicto están Campeche, Guanajuato, Ciudad de México, Estado de México, Guerrero, Jalisco y San Luis Potosí.